# Coryphantha
Coryphantha (Engelm.) Lem., 1868 è un genere di piante succulente appartenente alla famiglia delle Cactaceae, originario del Messico.
Il nome del genere deriva dal greco koryphé (culmine, apice) e da ànthos (fiore) per via dei suoi fiori che spuntano sulla cima della pianta.

## Descrizione
Queste cactacee hanno fusti di forma globulare o leggermente cilindrica; le spine sono lunghe, robuste e disposte a raggio sulle areole.

## Tassonomia
Il genere comprende le seguenti specie:

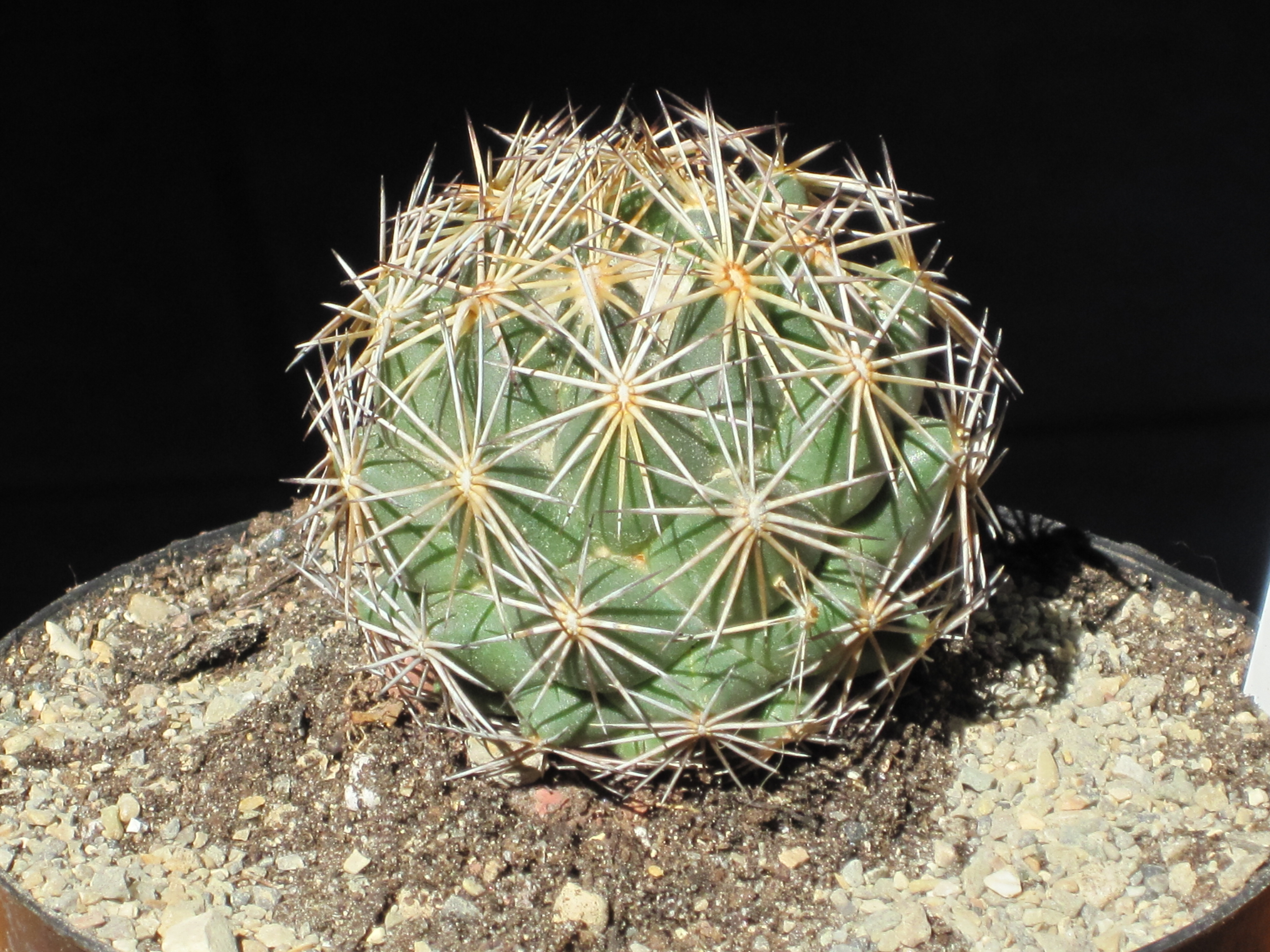
Coryphantha delicata

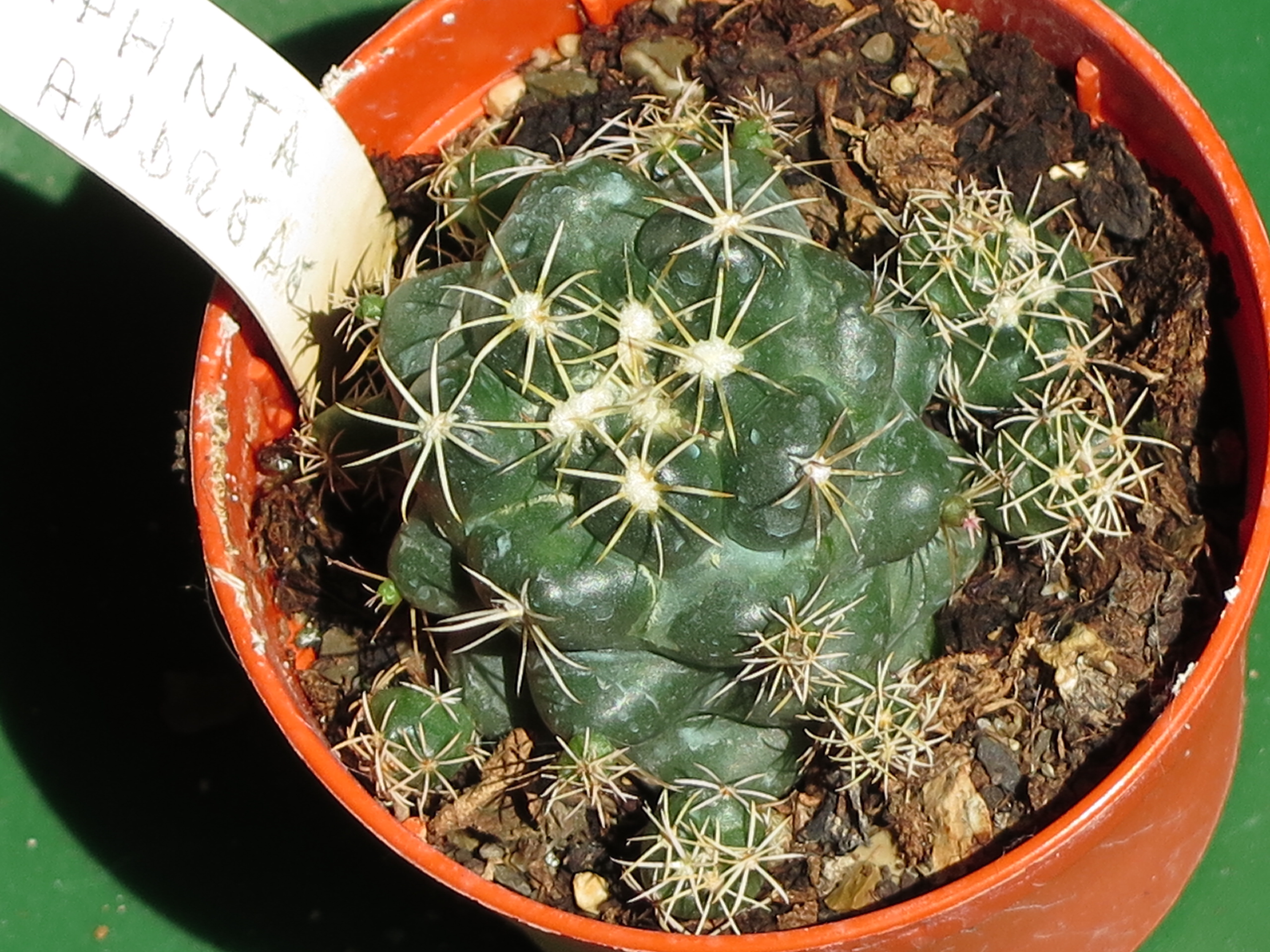
Coryphantha pycnacantha

- Coryphantha clavata (Scheidw.) Backeb.
- Coryphantha compacta (Engelm.) Orcutt
- Coryphantha cornifera (DC.) Lem.
- Coryphantha delaetiana (Quehl) A.Berger
- Coryphantha delicata L.Bremer
- Coryphantha difficilis (Quehl) Orcutt
- Coryphantha durangensis (Runge ex K.Schum.) Britton & Rose
- Coryphantha echinoidea (Quehl) Britton & Rose
- Coryphantha echinus (Engelm.) Orcutt
- Coryphantha elephantidens (Lem.) Lem.
- Coryphantha erecta (Lem. ex Pfeiff.) Lem.
- Coryphantha georgii Boed.
- Coryphantha glanduligera (Otto & A.Dietr.) Lem.
- Coryphantha glassii Dicht & A.Lüthy
- Coryphantha gracilis L.Bremer & A.B.Lau
- Coryphantha hintoniorum Dicht & A.Lüthy
- Coryphantha jalpanensis Franc.G.Buchenau
- Coryphantha kracikii Halda, Chalupa & Kupcák
- Coryphantha longicornis Boed.
- Coryphantha macromeris (Engelm.) Britton & Rose
- Coryphantha maiz-tablasensis Fritz Schwarz
- Coryphantha neglecta L.Bremer
- Coryphantha nickelsiae (K.Brandegee) Britton & Rose
- Coryphantha octacantha (DC.) Britton & Rose
- Coryphantha ottonis (Pfeiff.) Lem.
- Coryphantha pallida Britton & Rose
- Coryphantha poselgeriana (A.Dietr.) Britton & Rose
- Coryphantha potosiana (Jacobi) Glass & R.A.Foster ex Rowley
- Coryphantha pseudoechinus Boed.
- Coryphantha pseudonickelsiae Backeb.
- Coryphantha pulleineana (Backeb.) Glass
- Coryphantha pycnacantha (Mart.) Lem.
- Coryphantha ramillosa Cutak
- Coryphantha recurvata (Engelm.) Britton & Rose
- Coryphantha retusa (Pfeiff.) Britton & Rose
- Coryphantha robustispina (A.Schott ex Engelm.) Britton & Rose
- Coryphantha salinensis (Poselg.) Dicht & A.Lüthy
- Coryphantha sulcata (Engelm.) Britton & Rose
- Coryphantha tripugionacantha A.B.Lau
- Coryphantha vaupeliana Boed.
- Coryphantha vogtherriana Werderm. & Boed.
- Coryphantha werdermannii Boed.
- Coryphantha wohlschlageri Holzeis

## Coltivazione
Le Coryphantha richiedono un terriccio permeabile e poroso composto da terra concimata, sabbia grossolana, e ghiaia. La sua esposizione deve essere di pieno sole e le annaffiature frequenti; in inverno la temperatura non dovrà essere inferiore ai 4 °C.
Il freddo sarà necessario per una bella - anche se non abbondante - fioritura e le annaffiature andranno quasi del tutto sospese. Ogni tre anni, alcune specie richiedono un rinvaso per via delle loro radici molto lunghe.
La riproduzione avviene per seme, in un letto di terra leggera e sabbia: il seme andrà appena interrato e la terra mantenuta umida in posizione ombreggiata ad una temperatura di 21 °C. Quando le piantine saranno pronte per il rinvaso andranno tenute in posizione ombreggiata almeno per un anno. Tuttavia la riproduzione può avvenire anche per polloni ma solo in alcune specie.